# 托姆斯科耶村委员会
托姆斯科耶村委员会（俄语：Томский сельсовет）是俄罗斯联邦阿穆尔州谢雷舍沃区所属的一个村委员会。其下辖有7个居民点，行政中心为托姆斯科耶。据2016年统计，该村委员会的人口为3925人。